# Dürkopp MD 200
Die Dürkopp MD 200 ist ein Motorrad der Dürkoppwerke, Bielefeld, das zwischen 1952 und Ende 1954 gebaut wurde. Es hat einen Motor mit 196 cm³ Hubraum, ein Dreiganggetriebe mit Fußschaltung und geschweißtem Rohrrahmen.

## Technik
Den Motor der MD 200 entwarf Fritz Gosslau, der damalige Chefkonstrukteur bei Dürkopp. Der fahrtwindgekühlte Zweitaktmotor mit Flachkolben leistete 10,2 PS (7,5 kW) bei 5500/min. Mit 61 mm Hub und 64 mm Bohrung war er kurzhubig ausgelegt. Ein 26-mm-Zweischiebervergaser von Bing bereitete das Gemisch auf. Sobald der Kickstarter betätigt wird, schaltet das Getriebe in den Leerlauf. Das geschieht durch eine Schaltstange, die von einem Nocken auf der Kickstarterwelle betätigt den Schaltschieber bewegt. Gegebenenfalls kann auch während der Fahrt durch Druck mit dem Unterschenkel gegen den Kickstarter in den Leerlauf geschaltet werden. Die hydraulisch gedämpfte Teleskopvordergabel hatte Dürkopp selbst entwickelt. Sie hat 140 mm Federweg, die Geradewegfederung des Hinterrades 60 mm. Auch die Bremsnaben kamen von Dürkopp – „kräftig zupackende 150-mm-Innenbackenbremsen mit Alu-Kühlrippen“, wie es in der Werbung hieß. Die Höchstgeschwindigkeit der MD 200 betrug 96 km/h.

## Modelle
Parallel lieferbar und vermutlich früher erschienen war das Modell MD 150 mit einem 150-cm³-Zweitaktmotor mit 7,5 PS (5,5 kW) bei 5200/min und einer Höchstgeschwindigkeit von 90 km/h. Es hatte ebenfalls 19-Zoll-Räder, aber nicht den geschlossenen Kettenkasten der MD 200.
In vielen Punkten ging die Konstruktion auf einen Prototyp mit der Bezeichnung M 12 von 1938 zurück, der wegen der Typenbegrenzung durch den Schell-Plan nicht gebaut werden durfte. Der Motorentwurf geht auf einen etwa 1936 von Gosslau konstruierten Antrieb eines Argus-Zielfluggerätes zurück. Bei Ardie wurde er in ähnlicher Form für die 175-cm³- (BD 176) und 250-cm³-Klasse (BD 252) gebaut; weil Ardie und Dürkopp zeitweilig zum selben Konzern gehörten, war es zu einer verstärkten Zusammenarbeit gekommen.

## Erfolge und Produktionsende
Viele Rennerfolge trugen zum guten Ruf dieser MD 150/MD 200-Modelle bei. Die zeitgenössische Presse und die Eigenwerbung des Hauses Dürkopp feierten diese Motorräder als „schnellste Maschinen ihrer Klassen“. 
Ende 1954 stellte Dürkopp die Produktion der MD-Serie ein. Von der MD 200 wurden zwischen 1952 und 1954 etwa 10.000 Stück gebaut, von der MD 150 rund 17.890. Der Preis der MD 200 betrug 1.535 DM, für die Luxusausführung wurde ein Aufpreis von 60 DM verlangt.
Der Motor wurde weiterentwickelt und erreichte zuletzt mit 172 cm³ Hubraum (Bohrung 60 mm, Hub 61 mm) und Gebläsekühlung im Motorroller Dürkopp Diana TS fast 11 PS; der Diana-Roller war 1954 mit 200-cm³-Motor und 10-Zoll-Rädern erschienen.